# 科米共和國國旗
科米共和國國旗是俄羅斯科米共和國的國旗。

## 外形
科米共和國國旗自上而下是長款相等的藍、綠、白三條色帶。

## 历史
科米共和國國旗于1991年11月27日開始啟用，長寬比是1:2，在1997年12月26日，長寬比改為2:3。

## 其他

科米人旗帜
北歐十字版本
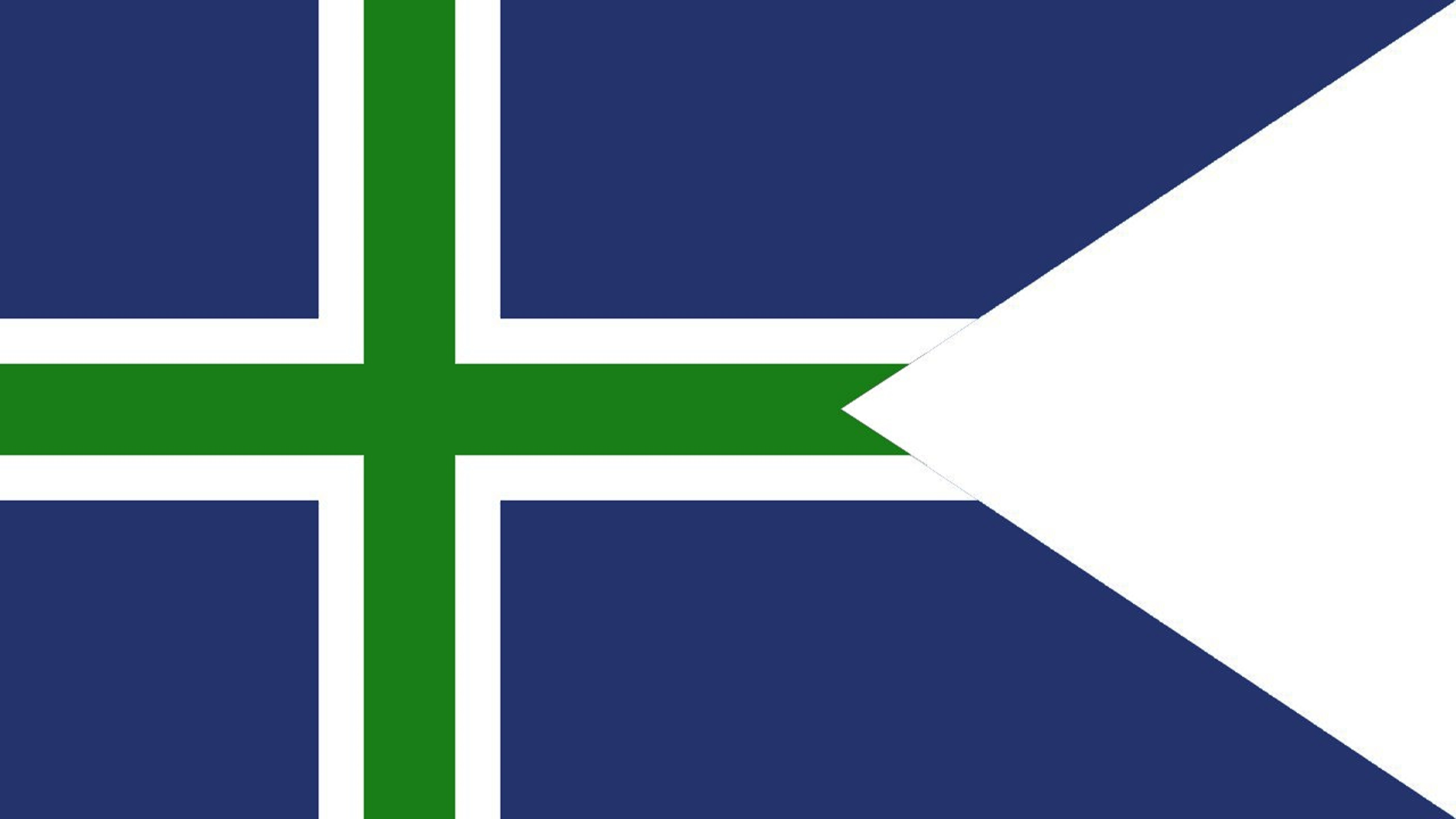
北歐十字燕尾版本